# Christian Gottlieb Kneusel
Christian Gottlieb Kneusel (auch: Kneisel) (* 7. März 1801 in St. Gangloff; † im 19. Jahrhundert) war ein deutscher Schullehrer und Politiker.

## Leben
Kneusel war der Sohn des Schulmeisters Friedrich August Kneisel aus St. Gangloff und dessen Ehefrau Marie Sophia geborene Hebestreit aus Weisenborn. Er war evangelisch-lutherischer Konfession und heiratete am 5. Juli 1824 in Groß-Saara Johanne Christiane Ernestine Naundorf (* 27. März 1803 in Ronnedorf; † 14. März 1879 in Harpersdorf), die Tochter des Werkmeisters Christian Traugott Naundorf in Ronneburg.
Kneusel lebte als Schullehrer und verordneter Schulmeister in Harpersdorf.
Vom 2. Oktober 1848 bis zum 21. Dezember 1849 war er Mitglied im Landtag Reuß jüngerer Linie.